# Сонг, Алекс
Алекса́ндр Дими́три Сонг Билло́нг (фр. Alexandre Dimitri Song Billong; род. 9 сентября 1987, Дуала, Камерун) — камерунский футболист, игравший на позиции полузащитника. Выступал за сборную Камеруна.

## Клубная карьера
Алекс Сонг начал свою футбольную карьеру в 2003 году в молодёжном составе французского клуба «Бастия». Год спустя Сонг дебютировал в основной команде «Бастии», его дебют состоялся 7 августа 2004 года в матче против «Страсбура», Александр вышел на замену на 86-й минуте матча, который завершился победой «Бастии» со счётом 2:1. Всего в сезоне 2004/05 Сонг отыграл за «Бастию» в различных турнирах 34 матча, из них 31 матч приходился на игры чемпионата Франции 2004/05.

### «Арсенал» Лондон
Во время выступления за «Бастию» Сонг привлёк внимание многих европейских клубов, среди которых были «Интернационале», «Манчестер Юнайтед», «Мидлсбро» и «Олимпик Лион». Однако главный тренер английского клуба «Арсенал» Арсен Венгер был настолько впечатлён Сонгом, что пригласил его на предсезонный сбор команды в Австрию. «Арсенал» взял Сонга в аренду на сезоне 2005/06, дебют Александра состоялся 19 сентября 2005 года в матче против «Эвертона», Сонг вышел на замену вместо Фредрика Юнгберга на 86-й минуте, к этому времени его команда выигрывала со счётом 2:0. 22 ноября 2005 года Александр дебютировал в Лиге чемпионов в матче против клуба «Тун», выйдя на замену на 57-й минуте матча, который завершился победой «Арсенала» со счётом 1:0. Всего в чемпионате Англии 2005/06 Сонг сыграл 5 матчей. В июне 2006 года «Арсенал» за 1 млн фунтов выкупил трансфер Сонга у «Бастии» и подписал с ним контракт на четыре года.
Став полноценным игроком «Арсенала», Сонг отыграл 2 матча в чемпионате Англии 2006/07 и 1 в Лиге чемпионов против португальского «Порту», после чего в январе 2007 года Александр был отдан в аренду в «Чарльтон Атлетик». Дебют Сонга в новом клубе состоялся 10 февраля 2007 года в матче против «Манчестер Юнайтед», Александр отыграл весь матч, а его клуб проиграл со счётом 2:0. Всего в чемпионате Англии 2006/07 за «Чарльтон» Сонг сыграл 12 матчей, а после он вернулся в «Арсенал».

### «Барселона»
18 августа 2012 года «Арсенал» официально объявил о договорённости с «Барселоной» по переходу камерунского полузащитника в стан «сине-гранатовых». 20 августа Сонг успешно прошёл медицинское обследование, после которого подписал с «Барселоной» пятилетний контракт. Сумма трансфера, по данным каталонского клуба, составила около 19 млн евро, при этом потенциальному покупателю придётся заплатить за игрока около 80 млн евро. 30 августа 2012 года Сонг сыграл свой дебютный матч за каталонский клуб, в Суперкубке Испании 2012 против «Реал Мадрида» (1:2), выйдя на замену на 75-й минуте вместо Серхио Бускетса. В Чемпионате Испании Сонг дебютировал 2 сентября 2012 года в матче третьего тура против «Валенсии» (1:0), отыграв все 90 минут. 17 ноября Сонг забил первый гол за «Барселону» в ворота команды «Реал Сарагоса».

### «Рубин»
1 августа 2016 года было объявлено о переходе Сонга в казанский «Рубин». 29 июля 2017 года забил первый мяч за «Рубин» в матче 3-го тура чемпионата России против тульского «Арсенала» (2:1).

### «Сьон»
14 августа 2018 года перешел в швейцарский «Сьон» в статусе свободного агента. Однако 20 марта 2020 года контракт был расторгнут по причине отказа игрока от понижения зарплаты из-за коронавируса.

### «Арта Солар 7»
В ноябре 2020 года присоединился к команде «Арта Солар 7» из Джибути. Помимо игр за клуб Сонг занимается развитием молодежи.

## Карьера в сборной
Алекс Сонг с 2002 по 2003 год выступал за юношескую сборную Франции, а с 2003 года предпочёл выступать за юношескую сборную Камеруна. В основной команде Камеруна Сонг дебютировал 22 января 2008 года на Кубке африканских наций в матче против сборной Египта, Александр вышел на замену на 46-й минуте матча, который завершился поражением Камеруна со счётом 4:2, в этом матче также принял участие двоюродный брат Александра, Ригоберт Сонг. В итоге Камерун смог дойти до финала турнира, в котором проиграл всё тем же египтянам со счётом 1:0.
В августе 2008 года Сонг в составе олимпийской сборной Камеруна отправился на Олимпийские игры в Пекин. В первом матче группового турнира против сборной Южной Кореи Сонг не сыграл, он был в запасе. Дебют Сонга на турнире состоялся 10 августа 2008 года во втором матче группового турнира против сборной Гондураса, Александр отыграл весь матч, а его команда благодаря мячу Стефана Мбиа победила со счётом 1:0. В третьем матче Камерун сыграл вничью 0:0 со сборной Италии и вышел в четвертьфинал олимпийского турнира, где Камеруну предстояло сыграть со сборной Бразилии. В основное время матча была зафиксирована нулевая ничья, а в дополнительное время команда Сонг проиграла со счётом 2:0, у бразильцев на свой счёт мячи записали Рафаэл Собис и Марсело. На Чемпионате Мира в Бразилии Сонг ни чем не запомнился. В первом матче против сборной Мексики его заменили на 79 минуте. Во втором матче на мундиале против сборной Хорватии Сонг, на 40 минуте получил красную карточку, тем самым усугубив игру команды. В матче против Хорватии сборная Камеруна разгромно проиграла (0:4).

## Личная жизнь
Рекордсмен сборной Камеруна по количеству проведённых матчей Ригобер Сонг является двоюродным братом Александра. Зачастую его ошибочно называют дядей полузащитника «Рубина», но сам Ригобер поведал, что их отцы были братьями. Ригобер оказал большое влияние на судьбу Александра, который потерял отца в возрасте трёх лет.
Ранняя разлука с отцом повлияла на Александра. Он стремился обрести полноценную семью и женился в возрасте 18 лет, к 21 году у него уже было двое детей. Сонг не считает это странным:

Некоторые говорят, что я слишком молод, чтобы иметь двух детей. Но это моя жизнь и я не хотел бы ничего в ней менять. Я счастлив и благодарен за это Богу. Я сделаю всё, чтобы моя семья была счастлива. В три года я потерял папу, поэтому знаю, насколько важно мальчику иметь отца. Когда я был маленьким, мне приходилось нелегко. Я видел, как моих друзей забирают отцы, а у меня никого не было, это повлияло на меня.— 
У Алекса Сонга 17 сестер и 10 братьев. Супруга Алекса — Оливия. Также у Сонга есть двое детей Нолан (09.08.2007) и Кайлиан (2008 год).

## Достижения
«Барселона»
- Чемпион Испании: 2012/13
- Обладатель Суперкубка Испании: 2013

«Арта/Солар7»
- Чемпион Джибути (2): 2020/21, 2021/22[18]

## Клубная статистика
| Выступление      | Выступление      | Выступление      | Лига | Лига | Кубки | Кубки | Еврокубки | Еврокубки | Итого | Итого |
| Клуб             | Лига             | Сезон            | Игры | Голы | Игры  | Голы  | Игры      | Голы      | Игры  | Голы  |
| ---------------- | ---------------- | ---------------- | ---- | ---- | ----- | ----- | --------- | --------- | ----- | ----- |
| Бастия           | Лига 1           | 2004/05          | 32   | 0    | 3     | 0     | —         | —         | 35    | 0     |
| Бастия           | Итого            | Итого            | 32   | 0    | 3     | 0     | —         | —         | 35    | 0     |
| Арсенал          | АПЛ              | → 2005/06        | 5    | 0    | 2     | 0     | 2         | 0         | 9     | 0     |
| Арсенал          | АПЛ              | 2006/07          | 2    | 0    | 3     | 1     | 1         | 0         | 6     | 1     |
| Арсенал          | АПЛ              | 2007/08          | 9    | 0    | 3     | 0     | 3         | 0         | 15    | 0     |
| Арсенал          | АПЛ              | 2008/09          | 31   | 1    | 6     | 0     | 11        | 1         | 48    | 2     |
| Арсенал          | АПЛ              | 2009/10          | 26   | 1    | 2     | 0     | 10        | 0         | 38    | 1     |
| Арсенал          | АПЛ              | 2010/11          | 31   | 4    | 6     | 0     | 5         | 1         | 42    | 5     |
| Арсенал          | АПЛ              | 2011/12          | 34   | 1    | 3     | 0     | 9         | 0         | 46    | 1     |
| Арсенал          | Итого            | Итого            | 150  | 7    | 25    | 1     | 41        | 2         | 216   | 10    |
| → Чарльтон       | АПЛ              | 2006/07          | 12   | 0    | —     | —     | —         | —         | 12    | 0     |
| → Чарльтон       | Итого            | Итого            | 12   | 0    | —     | —     | —         | —         | 12    | 0     |
| Барселона        | Примера          | 2012/13          | 20   | 1    | 6     | 0     | 8         | 0         | 34    | 1     |
| Барселона        | Примера          | 2013/14          | 19   | 0    | 8     | 0     | 4         | 0         | 31    | 0     |
| Барселона        | Итого            | Итого            | 39   | 1    | 14    | 0     | 12        | 0         | 65    | 1     |
| → Вест Хэм       | АПЛ              | 2014/15          | 28   | 0    | 3     | 0     | —         | —         | 31    | 0     |
| → Вест Хэм       | АПЛ              | 2015/16          | 12   | 0    | 3     | 0     | —         | —         | 15    | 0     |
| → Вест Хэм       | Итого            | Итого            | 40   | 0    | 6     | 0     | 0         | 0         | 46    | 0     |
| Рубин            | РФПЛ             | 2015/16          | 16   | 0    | —     | —     | —         | —         | 16    | 0     |
| Рубин            | РФПЛ             | 2016/17          | 6    | 1    | 1     | 0     | —         | —         | 7     | 1     |
| Рубин            | Итого            | Итого            | 22   | 1    | 1     | 0     | —         | —         | 23    | 1     |
| Всего за карьеру | Всего за карьеру | Всего за карьеру | 295  | 9    | 49    | 2     | 53        | 2         | 397   | 13    |